# Faro táctico
Un faro táctico o TACBE (de TACtical BEacon) como es conocido habitualmente, es un dispositivo electrónico utilizado por las fuerzas armadas de Estados Unidos y del Reino Unido (unidades de operaciones especiales) durante varios años. Su principal utilización es el de realizar contacto con aviones y helicópteros que están a un corto alcance. 

Se usa para enviar mensajes de emergencia o de alerta, dando una señal constante al AWACS de las aeronaves aunque también puede ser utilizado como dispositivo de comunicaciones de corto alcance. 

Quien detecta las señales de un TACBE, sabe que alguien necesita ayuda.
- Datos: Q581049